# Bolbocerosoma pusillum
Bolbocerosoma pusillum es una especie de coleóptero de la familia Geotrupidae.

## Subespecies
- Bolbocerosoma pusillum pusillum Dawson & McColloch, 1924
- Bolbocerosoma pusillum townesi Howden, 1955

## Distribución geográfica
Habita en América del Norte.